# 角巻わため
角巻 わため（つのまき わため、英: Tsunomaki Watame）は、日本のバーチャルYouTuber、バーチャルアイドル。所属事務所はホロライブプロダクション。ホロライブ4期生のメンバー。

## 概要
誕生日は6月6日。身長151センチ。挨拶は「こんばんドドド！」など。
イラストレーター（キャラクターデザイン）はふーみ、Live2Dモデルの制作はけっふぃー、3Dモデルは由治がそれぞれ担当した。
ファンネームは「わためいと」、メンバーシップネームは「メンバーシープ」。
主に歌の活動に力を入れており、定期的な歌枠配信「わためぇNight Fever!!」を開催する、歌動画「わためのうた」を1年4か月に渡って投稿する、オリジナルミニアルバムをデジタル配信するなどしている。
また、ゲーム配信にも力を入れており、配信技研による2020年7月度の調査では、日本のゲームカテゴリーにおけるライブ配信視聴で17位にランクインした。その後の調査でも、上位20チャンネルに複数回ランクインしている。
武道館でライブを行うことを将来の夢としている。

## 略歴
- デビュー以前
  - 湊あくあの「#あくあ色ぱれっと」の仮歌を収録。これがホロライブを知りオーディションを受けるきっかけになったという。

- 2019年
  - 12月29日、YouTubeにて初配信を行いデビュー。4期生の中では3番目のデビューとなった[14]。

- 2020年
  - 3月8日、メンバーシップを解禁。
  - 7月12日、3Dお披露目配信を行った[15]。
  - 同日、1stオリジナルソング『愛昧ショコラーテ』公開。
  - 10月26日、YouTubeのチャンネル登録者数が50万人を突破[16]。

- 2021年
  - 1月1日、正月衣装のお披露目配信を実施[17]。
  - 7月17日、YouTubeのチャンネル登録者数が100万人を突破[18]。

- 2024年
  - 1月31日、「⾓巻わため 2nd Live『わためぇ Night Fever!! in TOKYO GARDEN THEATER』」開催[19]。

## 主な出演

### ライブ・イベント

#### 2020年
- 「hololive 2nd fes. Beyond the Stage Supported By Bushiroad」STAGE1-2（2020年12月21日 - 12月22日、ニコニコ公式有料生放送&SPWN）[20]
- VARK Presents. hololive Virtual LIVE series in VARK『Cinderella switch 〜ふたりでみるホロライブ〜』vol.3（2020年11月28日、VARK）[21]

#### 2021年
- V-Carnival（2021年4月4日、オンライン）[22][23]
- 角巻わため 1st Live「わためぇ Night Fever!! in Zepp Tokyo」Supported by Bushiroad（2021年10月12日、Zepp Tokyo・SPWN）[24]

#### 2022年
- hololive SUPER EXPO 2022 Supported By ヴァイスシュヴァルツ（2022年3月19日 - 3月20日[25]、幕張メッセ 国際展示場1-3ホール）
- 「hololive 3rd fes. Link Your Wish Supported By ヴァイスシュヴァルツ」DAY2（2022年3月20日、幕張メッセ 幕張イベントホール）[25]
- うい・おん・すてーじ ―雨上がりの文化祭―（2022年5月28日、ヒューリックホール東京）ゲスト出演。[26]
- プロジェクトV配信限定コンテンツ「推しすぎてV #11」出演。（2022年6月11日）[27]

#### 2023年
- 「hololive 4th fes. Our Bright Parade Supported By Bushiroad」DAY1（2023年3月18日、幕張メッセ国際展示場）[28]
- DreamHack Japan 2023 Supported by GALLERIA（2023年5月14日、幕張メッセ）。[29]
- Blue Journey 1st Live「夜明けのうた」（2023年9月13日、東京ガーデンシアター）[30]

#### 2024年
- 角巻わため 2nd Live「わためぇ Night Fever!! in TOKYO GARDEN THEATER」（2024年1月31日、東京ガーデンシアター）[31]
- MUSIC VERSE配信限定コンテンツ「MUSIC VERSE LIVE#11」（2024年3月2日）。[32]
- 「hololive 5th fes. Capture the Moment Supported By Bushiroad」（2024年3月16日 - 3月17日、幕張メッセ国際展示場）[33]
- hololive GAMERS fes. 超超超超ゲーマーズ（2024年5月26日、国立代々木競技場）[34]
- MUSIC VERSE Fes.（2024年6月9日、パシフィコ横浜）[35]
- hololive STAGE World Tour ’24 Soar!（2024年8月 - 12月、ニューヨーク、ジャカルタ、シンガポール、アトランタ、クアラルンプール）[36]
  - Anime NYC 2024（2024年8月23日 - 8月25日、JAVITS CONVENTION CENTER、ニューヨーク）
  - Indonesia Comic Con 2024（2024年11月9日 - 11月10日、Jakarta Convention Center、ジャカルタ）
  - Anime Festival Asia 2024（2024年11月29日 - 12月1日、Suntec Singapore Convention & Exhibition Centre、シンガポール）
  - Anime Weekend Atlanta 2024（2024年12月12日 - 12月15日、Georgia World Congress Center Building C、アトランタ）
  - Comic Fiesta 2024（2024年12月21日 - 12月22日、 Kuala Lumpur Convention Centre、クアラルンプール)
- hololive Meer&Greet（2024年9月15日－9月16日、東京国際フォーラム ホールB7）。[37]

#### 2025年
- hololive STAGE World Tour '24 -Soar-! @ TAIPEI（2025年1月18日、臺北流行音樂中心表演廳）[38]
- 「hololive 6th fes. Color Rise Harmony」（2025年3月8日 - 3月9日、幕張メッセ）[39][40][41]
- 「株式会社エントリー presents Japan Expo Paris in Osaka 2025」第2部（2025年4月27日、大阪万博　EXPOアリーナ「Matsuri」）[42][43]

### テレビ番組
- 超人女子戦士 ガリベンガーV（2020年2月11日、テレビ朝日）[44]
- めざましテレビ（2021年3月31日、フジテレビ）めざましじゃんけんコーナーに出演[45][46]
- musicる TV（2022年2月7日、テレビ朝日）[47]
- プロジェクトV（2022年5月27日、日本テレビ）[48]
- MUSIC VERSE（2024年2月29日、日本テレビ）[49]
- MUSIC VERSE（2024年6月27日、日本テレビ）[50]

### ゲーム
- 魔界戦記ディスガイア6（角巻わため）DLCキャラクター[51]
- 妖怪ウォッチ ぷにぷに（2022年8月1日 - 8月16日）コラボイベント期間にゲーム内キャラクターとして追加[52]。
- 2024年11月15日（日本時間）に配信されたホロライブの二次創作ゲーム『ホロキュア（HoloCure – Save the Fans!）』Ver0.7において、プレイアブルキャラクターとして追加された[53]。

### 書籍
- 「角巻わため」『Vtuberスタイル』2024年2月号、アプリスタイル、2024年1月。単独インタビュー掲載。
- 『リスアニ！Vol.55 ホロライブ音楽大全』ソニー・ミュージックソリューションズ、2024年3月。単独インタビュー掲載。

### WEBマンガ
- 漫画：ヨハネ、原作：カバー『Holoearth Days! A Tale Side:W ウェスタdeクッキング -幸せのルセット-』マンガUP!、2024年10月 - [54]

### 単行本
- 漫画：ヨハネ、原作：カバー『Holoearth Days! A Tale Side:W ウェスタdeクッキング -幸せのルセット-』 1巻、スクウェア・エニックス、2025年5月7日。ISBN 9784757597792。[55][56]

## タイアップ

### 2021年
- VTuberチップス3（2021年）コラボレーション[57]
- ファミリーマートにてアクリルスタンドを販売。（2021年1月20日～）[58]
- ホロマートキャンペーンvol.2（2021年3月23日～4月5日）。クリアファイルの配布、アクリルスタンドの販売。[59]
- ホロ伊豆ム（2021年3月26日－6月9日）。ラッピング列車の運行、タレントと旅行体験ができるボイスの提供、フォトスポットの設置、サイン入りアクリルボードの贈呈。[60]
- タイトーオンラインクレーン（2021年9月10日）限定コラボグッズが景品として展開[61]。
- ホロライブ×ばくだん焼本舗 コラボ（2021年9月11日－10月1日）。コラボメニューの販売、コラボグッズ（アクリルスタンド、缶バッジ、クリアファイル）の販売。[62]

### 2022年
- 角巻わため×JOYSOUNDコラボキャンペーン わためのうたvol.2発売記念（2022年1月5日～2022年2月28日）。直筆サイン入り｢わためのうた vol.2｣CDの抽選・贈呈、直筆サイン入りJOYSOUNDコラボキャンペーンポスターの抽選・贈呈。[63]
- 角巻わため×めり乃 WATAMERINO Collaboration 開催。（2022年3月7日 - 4月6日）コラボメニューの販売、限定クリアファイル・コースターの提供、限定グッズの販売、店内放送の実施。[64]
- ホロマート 初夏のホロまつり（2022年5月17日～）。クリアファイルの配布。[65]
- ホロライブ×サンリオコラボ ホロサンリオ（2022年7月8日－7月31日）。コラボグッズの販売。[66]

### 2023年
- 角巻わため×めり乃 わためり乃#2 開催。（2023年2月1日 - 2月28日）コラボメニューの販売、限定クリアファイル・コースターの提供、限定グッズの販売、店内放送の実施。[67]
- ホロライブ×極楽湯・RAKU SPA第二弾コラボキャンペーン フロライフ（2023年3月24日～4月23日）。マフラータオルの販売、コラボオリジナルグッズの販売、コラボメニューの提供、コラボ風呂の実施、コラボ装飾、twitter（現：X）キャンペーンの実施、館内放送。[68][69]

### 2024年
- 角巻わため×ポラリスコードコラボ（2024年3月21日～5月2日）[70][71]
  - 『角巻わため』×『ポラリスコード』フォロー＆リポストキャンペーン（2024年3月21日～3月27日）。オリジナルe-amusement passカードの抽選・贈呈。
  - 『角巻わため』×『ポラリスコード』グッズプレゼントキャンペーン（2024年3月27日～5月2日）。アクリルスタンド、缶バッジ、e-amusement passカードの配布。
  - 『角巻わため』×『ポラリスコード』e-amusement passカードキャンペーン（2024年3月27日～5月2日）。e-amusement passカードの配布。
  - 期間限定コンテンター・サポートスナップとして出演。（2024年3月27日～5月2日）

### 2025年
- 2025年2月、アニメイトにて「ホロライブ 節分フェア～笑う"角"には福来る～」を開催した[72]。

### 楽曲タイアップ
- D4DJ Groovy Mix（2021年）『Everlasting Soul』が楽曲として実装[73]。
- musicる TV（テレビ朝日）『My song』が1月度オープニングテーマに選曲[74]。
- 「SPECIAL EDITED VERSION 『ONE PIECE』 魚人島編」オープニング主題歌「ウィーゴ―！」2025年2月期担当（白上フブキ、宝鐘マリン、角巻わため）[75]

## ディスコグラフィ
○出典：hololive（ホロライブ）公式サイト

### 角巻わため
| 発売日         | タイトル              | 品番     | 出典   |
| -------------- | --------------------- | -------- | ------ |
| 2020年12月19日 | 愛味ショコラーテ      | CVRD-016 | [ 76 ] |
| 2021年7月1日   | キミだけのメロディ    | CVRD-052 | [ 77 ] |
| 2021年8月20日  | mayday,mayday         | CVRD-067 | [ 78 ] |
| 2021年9月10日  | Everlasting Soul      | CVRD-076 | [ 79 ] |
| 2022年4月22日  | 君色ハナミズキ        | CVRD-151 | [ 80 ] |
| 2022年6月7日   | 夢見る羊              | CVRD-165 | [ 81 ] |
| 2023年6月7日   | Fins                  | CVRD-293 | [ 82 ] |
| 2023年11月6日  | What an amazing swing | CVRD-349 | [ 83 ] |
| 2023年12月30日 | Now on step           | CVRD-375 | [ 84 ] |
| 2024年6月7日   | Revival               | CVRD-427 | [ 85 ] |
| 2025年6月7日   | ビリ                  | CVRD-572 | [ 86 ] |

### hololive IDOL PROJECT
| 発売日        | タイトル                                            | 品番     | 出典          |
| ------------- | --------------------------------------------------- | -------- | ------------- |
| 2022年3月13日 | Prism Melody                                        | CVRD-138 | [ 92 ]        |
| 2022年8月19日 | 飛んでK！ホロライブサマー                           | CVRD-199 | [ 93 ]        |
| 2022年8月22日 | ホロメン音頭                                        | CVRD-200 | [ 94 ]        |
| 2024年3月15日 | ホロライブ言えるかな？hololive SUPER EXPO 2024 ver. | CVRD-406 | [ 95 ]        |
| 2025年7月10日 | 藍染サマータイム!!                                  | CVRD-598 | [ 96 ] [ 97 ] |

### その他の参加作品
| 発売日        | タイトル                      | アーティスト                                                              | 品番       | 出典    |
| ------------- | ----------------------------- | ------------------------------------------------------------------------- | ---------- | ------- |
| 2021年6月25日 | キセキ結び                    | ホロライブ4期生（天音かなた、桐生ココ、角巻わため、常闇トワ、姫森ルーナ） | CVRD-049   | [ 98 ]  |
| 2022年6月27日 | 進め↑BAKATARATION             | バカタレ共（白上フブキ・不知火フレア・角巻わため）                        | CVRD-174   | [ 99 ]  |
| 2022年9月24日 | Reaper vs. Sheep -Ouen ver.-  | 角巻わため、Mori Calliope                                                 | CVRD-214   | [ 100 ] |
| 2022年9月24日 | Reaper vs. Sheep -Kenko ver.- | 角巻わため、Mori Calliope                                                 | CVRD-215   | [ 101 ] |
| 2024年2月7日  | 水たまり                      | Blue Journey                                                              | UPCH-89552 | [ 102 ] |
| 2025年4月2日  | ラムダック                    | 角巻わため & 大空スバル                                                   | CVRD-556   | [ 103 ] |